# Gnaeus Lucius Terentius Homullus Iunior
Gnaeus Lucius Terentius Homullus Iunior war ein im 2. Jahrhundert n. Chr. lebender römischer Politiker. In den Militärdiplomen und den Fasti Ostienses wird sein Name als Gnaeus Terentius Iunior angegeben.
Durch zwei Inschriften ist belegt, dass Homullus Iunior 140 Legatus legionis der Legio VII Gemina war; aus den beiden Inschriften geht auch sein vollständiger Name hervor. Durch Militärdiplome, die auf den 19. Juli und auf den 11. August 146 datiert sind, ist nachgewiesen, dass er 146 zusammen mit Lucius Aurelius Gallus Suffektkonsul war. Darüber hinaus werden die beiden Konsuln auch in den Fasti Ostienses aufgeführt.